# Ро-Ро
Педру Мігел Карвалью Деуш Коррея (порт. Pedro Miguel Carvalho Deus Correia,, нар. 6 серпня 1990, Сінтра), відомий за прізвиськом Ро-Ро (порт. Ró-Ró) — катарський футболіст португальського походження, центральний захисник клубу «Аль-Садд» і національної збірної Катару, у складі якої — володар Кубка Азії 2019 та 2023 років.

## Клубна кар'єра
Народився 6 серпня 1990 року. Починав займатися футболом у команді «Мен-Мартінш» з однойменного району рідного містечка Сінтра. У подальшому змінив футбольні академії декілької португальських клубів, останньою з яких була академія «Фаренсе».
У дорослому футболі дебютував 2009 року виступами за основну команду «Фаренсе» у четвертому за силою португальському дивізіоні. 
Згодом у 2010 пограв за іншу нижчолігову португальську команду «Алжуштреленсе», після чого знайшов варіант продовження кар'єри в Катарі, уклавши 2011 року контракт з клубом «Аль-Аглі» з Дохи, у складі якого провів наступні п'ять років своєї кар'єри гравця. 
До складу «Аль-Садда» перейшов 2016 року. 

## Виступи за збірну
Добре зарекомендувавши себе у катарській футбольній першості, за деякий час отримав пропозицію прийняти громадянство Катару і захищати кольори національної збірної цієї країни.
Був основним центральним захисником збірної Катару на кубку Азії 2019 року в ОАЕ. На цій континентальній першості його команда бездоганно подолала груповий етап, вигравши усі три гри із загальним рахунком 10:0, а на стадії плей-оф здолала послідовно Ірак, Південну Корею і господарів турніру, еміратців, яких розгромила у півфіналі з рахунком 4:0. При цьому протягом перших шести ігор турніру захист катарців не пропустив жодного гола, а перший і єдиний гол у їх ворота був забитий лише у фінальній грі, що, утім, не завадило Катару здолати збірну Японії з рахунком 3:1 і здобути перший в його історії титул чемпіонів Азії.
| Дата       | Місто    | Господарі         | Результат | Гості | Турнір                        | Голи | Примітки |
| ---------- | -------- | ----------------- | --------- | ----- | ----------------------------- | ---- | -------- |
| 09-01-2019 | Аль-Айн  | Катар             | 2 – 0     | Ліван | Кубок Азії 2019 - 1-й етап    | -    |          |
| 13-01-2019 | Аль-Айн  | Північна Корея    | 0 – 6     | Катар | Кубок Азії 2019 - 1-й етап    | -    | 74'      |
| 17-01-2019 | Абу-Дабі | Саудівська Аравія | 0 – 2     | Катар | Кубок Азії 2019 - 1-й етап    | -    |          |
| 22-01-2019 | Абу-Дабі | Катар             | 1 – 0     | Ірак  | Кубок Азії 2019 - 1/8 фіналу  | -    |          |
| 25-01-2019 | Абу-Дабі | Південна Корея    | 0 – 1     | Катар | Кубок Азії 2019 - чвертьфінал | -    |          |
| 29-01-2019 | Абу-Дабі | Катар             | 4 – 0     | ОАЕ   | Кубок Азії 2019 - півфінал    | -    | 90+4'    |
| 01-02-2019 | Абу-Дабі | Японія            | 1 – 3     | Катар | Кубок Азії 2019 - Фінал       | -    | 90+3'    |
| Усього     |          | Матчів            | 7         |       | Голів                         | 0    |          |

## Титули і досягнення

### Клубні
- Чемпіон Катару (5): 2018-19, 2020-21, 2021-22, 2023-24, 2024-25
- Володар Кубка Еміра Катару (4): 2017, 2020, 2021, 2024
- Володар Кубка наслідного принца Катару (4): 2017, 2020, 2021, 2025
- Володар Кубка шейха Яссіма (2): 2017, 2019
- Володар Кубка зірок Катару (1): 2019-20
- Переможець Ліги чемпіонів АФК (1): 2011

### Збірні
- Володар Кубка Азії з футболу (2):

Катар: 2019, 2023